# Brachypogon institor
Brachypogon institor är en tvåvingeart som beskrevs av Debenham 1991. Brachypogon institor ingår i släktet Brachypogon och familjen svidknott. Inga underarter finns listade i Catalogue of Life.